# Trans, Mayenne
 Trans  là một xã thuộc tỉnh Mayenne trong vùng Pays de la Loire tây bắc nước Pháp. Xã này nằm ở khu vực có độ cao trung bình 274 mét trên mực nước biển.